# Herschel Baker
Herschel Clay Baker (Cleburne, 8 de noviembre de 1914-Belmont, 2 de febrero de 1990) fue un profesor estadounidense de literatura inglesa, especializado en la historia intelectual del humanismo cristiano y su erosión.

## Biografía
Estudió en la Universidad Metodista del Sur y recibió un doctorado en Harvard en 1939. Enseñó en la Universidad de Texas durante siete años, antes de unirse a la facultad de Harvard en 1946. Mientras enseñaba en Harvard, ocupó varios períodos como catedrático. del Departamento de Inglés.
El libro de Baker de 1947, La dignidad del hombre, es una serie de estudios cronológicos que rastrean el desarrollo del humanismo cristiano hasta la reforma protestante. Su libro de 1952 sobre la decadencia del humanismo cristiano se basa en trabajos anteriores de Hardin Craig y Basil Willey.
Fue becario Guggenheim durante los años académicos de 1956-1957 y 1963-1964. En 1966 la Universidad Metodista del Sur lo nombró doctor honoris causa en Letras.
A su muerte le sobrevivieron su viuda, un hijo y dos hijas.

## Publicaciones seleccionadas
- John Philip Kemble; the actor in his theatre. Cambridge, Mass.: Harvard University Press. 1942. 1969 edition. New York: Greenwood Press.
- Dignity of man; studies in the persistence of an idea. Cambridge, Mass.: Harvard University Press. 1947.
- The war of truth. Cambridge, Mass.: Harvard University Press. 1952.[7]
- Hyder Edward Rollins: a bibliography. Cambridge, Mass.: Harvard University Press. 1960.
- William Hazlitt. Cambridge, Mass.: Belknap Press of Harvard University Press. 1962.[8][9]
- Race of time: three lectures on Renaissance historiography. Toronto: University of Toronto Press. 1967.[10]
- as editor with Robert Mayer Lumiansky: Critical approaches to six major English works: Beowulf through Paradise Lost. Philadelphia: University of Pennsylvania Press. 1968.Philadelphia: University of Pennsylvania Press. 1968.
- Como editor: Four essays on romance. Cambridge, Mass.: Harvard University Press. 1971.Cambridge, Mass.: Harvard University Press. 1971.
- Como editor con Hyder Edward Rollins: Later Renaissance in England : nondramatic verse and prose, 1600-1660 [selected by] Herschel Baker. Boston: Houghton Mifflin. 1975.Boston: Houghton Mifflin. 1975. 1996 edition. Greenwood Press.1996 edition. Greenwood Press.